# Лориевые (попугаи)
Лориевые, или ло́ри (лат. Loriinae), — подсемейство птиц семейства Psittaculidae. Некоторые систематики выделяют в отдельное семейство Loriidae.

## Внешний вид
Маленькие, ярко окрашенные во все цвета радуги, древесные попугаи.

## Распространение
Обитают в Австралии, на Новой Гвинее, востоке Индонезии и Филиппинах.

## Образ жизни
Питаются преимущественно пыльцой и нектаром (приблизительно от 5000 разновидностей цветков), а также мягкими, сочными плодами. Язык у них оканчивается щёточкой из роговых сосочков. С их помощью птицы высасывают сок из плодов и нектар из цветов.

## Размножение
Гнездятся в дуплах деревьев, несколько видов — в термитниках.

## Классификация
Подсемейство делится на 13 родов, включающих в себя 62 вида.
- Род Белоспинные лори Pseudeos
  - Белоспинный лори Pseudeos fuscata
  - Блестящий лори-кардинал Pseudeos cardinalis [syn. Chalcopsitta cardinalis]
- Род Блестящие лори Chalcopsitta
  - Блестящий лори бурый Chalcopsitta duivenbodei
  - Блестящий лори краснолобый Chalcopsitta sintillata
  - Блестящий лори чёрный Chalcopsitta atra
- Род Девичьи лори Vini
  - Лори-отшельник рубиновый Vini kuhlii
  - Лори-отшельник синешапочный Vini australis
  - Лори-отшельник синий Vini peruviana
  - Лори-отшельник ультрамариновый Vini ultramarina
  - Лори-отшельник Хендерсонов Vini stepheni
- Род Клинохвостые лорикеты Psitteuteles
  - Лорикет Гольди Psitteuteles goldiei
  - Лорикет исчерченный Psitteuteles versicolor
  - Лорикет синеухий Psitteuteles iris
- Род Красные лори Eos
  - Сине-красный лори Eos histrio
  - Красный лори Eos bornea
  - Красный лори полумасковый Eos semilarvata
  - Красный лори синеухий Eos reticulata
  - Красный лори чернокрылый Eos cyanogenia
  - Красный лори чешуйчатый Eos squamata
- Род Лори-гуа Neopsittacus
  - Лори-гуа Мусшенброка Neopsittacus musschenbroekii
  - Новогвинейский лори-гуа Хартерта Neopsittacus pullicauda
- Род Лорикеты Trichoglossus
  - Лорикет вишнёво-красный Trichoglossus rubiginosus
  - Лорикет Джонстонов Trichoglossus johnstoniae
  - Лорикет желтоголовый Trichoglossus euteles
  - Лорикет желто-зелёный Trichoglossus flavoviridis
  - Лорикет многоцветный Trichoglossus haematodus
  - Лорикет украшенный Trichoglossus ornatus
  - Лорикет чешуйчатогрудый Trichoglossus chlorolepidotus
- Род Лори-отшельники Phigys
  - Лори-отшельник Phigys solitarius
- Род Мускусные лорикеты Glossopsitta
  - Мускусный лорикет Glossopsitta concinna
- Род Новогвинейские горные лори Oreopsittacus
  - Новогвинейский горный лори Oreopsittacus arfaki
- Род Украшенные лори Charmosyna
  - Украшенный лори Вильгельмины Charmosyna wilhelminae
  - † Новокаледонский лори[1] Charmosyna diadema
  - Украшенный лори Жозефины Charmosyna josefinae
  - Украшенный лори златополосый Charmosyna pulchella
  - Украшенный лори краснобокий Charmosyna placentis
  - Украшенный лори краснобородый Charmosyna rubrigularis
  - Украшенный лори красногорлый Charmosyna aureicincta
  - Украшенный лори краснолобый Charmosyna rubronotata
  - Украшенный лори Маргариты Charmosyna margarethae
  - Украшенный лори Меека Charmosyna meeki
  - Украшенный лори многополосый Charmosyna multistriata
  - Украшенный лори пальмовый Charmosyna palmarum
  - Украшенный лори папуанский Charmosyna papou
  - Буруйский украшенный лори Charmosyna toxopei
- Род Широкохвостые лори Lorius
  - Широкохвостый лори белошейный Lorius albidinuchus
  - Широкохвостый лори желтоспинный Lorius garrulus
  - Широкохвостый лори зеленохвостый Lorius chlorocercus
  - Широкохвостый лори пурпурнобрюхий Lorius hypoinochrous
  - Широкохвостый лори пурпурношапочный Lorius domicella
  - Дамский широкохвостый лори Lorius lory
- Род Parvipsitta
  - Венценосный мускусный лорикет Parvipsitta porphyrocephala [syn. Glossopsitta porphyrocephala]
  - Крошечный мускусный лорикет Parvipsitta pusilla [syn. Glossopsitta  pusilla]

## Галерея

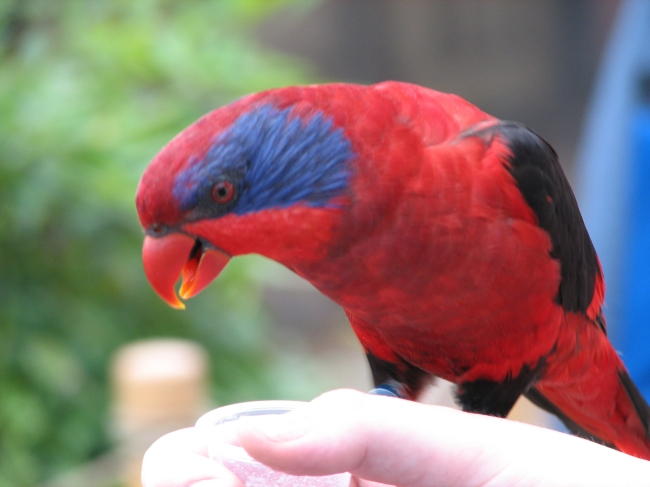
Чернокрылый красный лори (Eos cyanogenia)
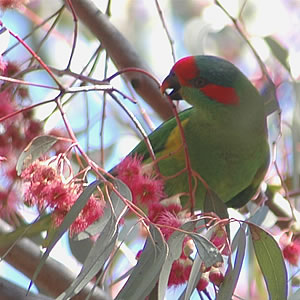
Мускусный лорикет (Glossopsitta concinna)
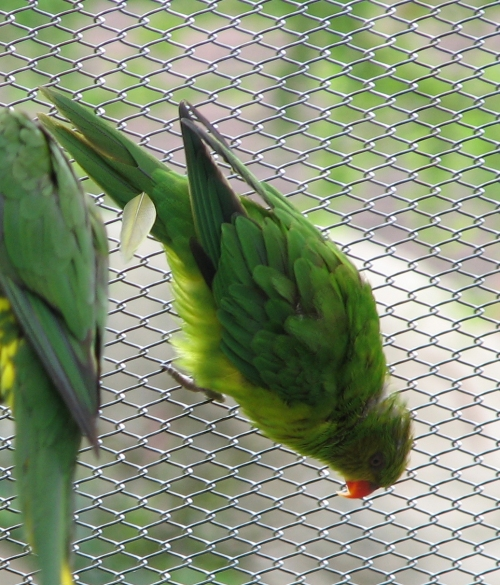
Желтоголовый лорикет (Trichoglossus euteles)
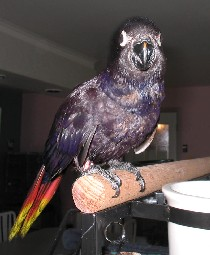
Чёрный блестящий лори (Chalcopsitta atra)